# Piotr Lisiecki
Piotr Lisiecki (sinh ngày 2 tháng 3 năm 1993) là ca sĩ và nghệ sĩ guitar Ba Lan. Anh về thứ ba trong mùa ba gameshow Cuộc thi Tìm kiếm tài năng Ba Lan. Cuối năm 2010, anh ký hợp đồng với hãng EMI Music Poland. Album đầu tay Rules Changed Up phát hành vào ngày 27 tháng 4 năm 2011. Sau một tuần, album đứng thứ tám trong bảng xếp hạng doanh số bán đĩa chính thức của Ba Lan.

## Sự nghiệp âm nhạc

### Những năm đầu và bài hátShyja
Piotr bắt đầu sáng tác nhạc, chơi piano từ năm 11 tuổi. Lên đại học, anh theo học trường âm nhạc và quen biết với Joanna Klejnow. Hai người hát cùng nhau, biểu diễn trong các quán rượu và lọt vào mắt xanh của Rafał 'Uhuru' Szyjer. Bản song ca đầu tiên do họ biểu diễn, Shyja, đặt tên theo họ của Szyjer.

### 2009–2010:Cuộc thi Tìm kiếm tài năng Ba Lan
Năm 2009 Lisiecki và Klejnow đăng ký tham gia gameshow  Cuộc thi Tìm kiếm tài năng Ba Lan. Tuy nhiên, bộ đôi không vượt qua các buổi thử giọng. Họ trở lại vào mùa sau và thử giọng ở Gdańsk. Lần này, họ đã vượt qua vòng thử giọng của ban giám khảo với bài hát " Black Horse and the Cherry Tree " của KT Tunstall. Hai giám khảo, Agnieszka Chylińska và Małgorzata Foremniak cho rằng Lisiecki về mặt kỹ thuật tốt hơn Klejnow nhiều và yêu cầu anh hát đơn. Sau khi nhận được ba lần đồng ý, Lisiecki lọt vào vòng bán kết.
Lisiecki biểu diễn trong trận bán kết thứ ba vào ngày 6 tháng 11 năm 2010. Anh hát " Ain't No Sunshine ". Màn trình diễn của anh được nhiều khán giả bình chọn nhất và giành được vé vào đêm chung kết.
Trong đêm chung kết của chương trình, diễn ra vào ngày 27 tháng 11 năm 2010, anh hát bài "Lost" của Anouk.

### 2011 – nay:Rules Changed Up
Cuối năm 2010, Lisiecki ký hợp đồng thu âm với EMI Music. Album đầu tay, Rules Changed Up, phát hành vào ngày 27 tháng 4 năm 2011. Album gồm bảy bài hát do Lisiecki sáng ác và ba phiên bản cover của các bài hát mà anh đã biểu diễn trên sân khấu Cuộc thi Tìm kiếm tài năng Ba Lan. Một tuần sau khi được phát hành, album đứng thứ tám trong bảng xếp hạng bán đĩa chính thức của Ba Lan.

## Album
| Năm  | Album | Hạng |
| Năm  | Album | POL  |
| ---- | --- | ---- |
| 2011 | Rules Changed Up - Album phòng thu đầu tiên - Phát hành: 27 tháng 4 năm 2011 - Hãng đĩa: EMI Music Poland | 5    |

## Giải thưởng
- 2011: WOW! Giải thưởng âm nhạc [3]